# Toby
Toby és una sèrie d'historietes creada per José Escobar per al setmanari "DDT" al 1967, sent la seva darrera creació en tenir una àmplia repercussió popular, sent l'únic protagonista no humà creat per ell. Va sorgir de manera tardana, en un moment en què Escobar tenia gairebé 60 anys i intenses dècades de trajectòria professional al darrere, demostrant així que encara tenia la capacitat de dir coses noves i explorar camins expressius que no havia investigat fins aleshores.
Toby és un nom poc original, un nom de gos que no sembla tenir cap distintiu especial, d'una raça indefinida, imprecisa, barreja de totes i de cap. Al seu costat hi té un amo més aviat gris, força avorrit, que el fa viure en una casa modesta i també força avorrida. La vida de Toby sembla abocada a la mediocritat, però davant d'això el nostre protagonista es rebel·la i planta cara al món amb el seu optimisme vital i el seu entusiasme incombustible: dotat d'un caràcter ferm i independent, fidel però no servil, amant de la bona vida, intel·ligent, una mica cínic, enamoradís i del carrer, tot i tenir casa i amo, de vegades sembla un gos amb ànima de gat.
Té al costat el seu amo, Don Anito, un home estrany i aparentment feliç que viu sol, amb una ocupació laboral imprecisa, que té pocs amics i que passa els dies sense cap altra obligació aparent que treure a passejar el gos. Sembla content amb la seva vida avorrida i ociosa i no és d'estranyar que un personatge com Toby, que valora com un privilegi gaudir d'un espai personal de llibertat, l'hagi adoptat com a amo, perquè Don Anito ni li exigeix molt ni el limita en les seves accions quotidianes.
L'autèntic territori de Toby és el carrer. És allà on pot viure al marge d'uns humans que aprecia però que no entenen la seva particular escala de valors. Quan es converteix en ocasional gos de carrer és el rei, el seductor, el més llest de la canilla, un murri intel·ligent i hàbil que pot sortir airós de qualsevol situació que se li presenti.

## Trajectòria editorial
Toby va aparèixer per primera vegada en el número 0 de DDT (3a època).
Es va serializar també a les revistes Súper DDT, Súper Zipi i Zape i "Mortadelo Especial".
Bruguera va publicar un àlbum recopilatori d'historietes íntegrament del personatge:
- 1971 Toby i el seu gos món (Olé!, Núm. 44).[1]

També van aparèixer recopilacions d'històries a la mateixa col·lecció com a complement a recopilacions de Zipi i Zape als números 258, 259, 267, 278, 281, 283, 298, 303 i 313. Al número 299 de la col·lecció, inclòs a la sèrie de cinc monogràfics d'homenatge a la carrera d'Escobar també s'inclou un article explicant la seva relació amb Don Anito i cinc historietes d'una pàgina.